# Illa Socorro
L'illa Socorro, anteriorment anomenada illa Santo Tomás, és una illa volcànica a l'arxipèlag de Revillagigedo, que es troba a l'oest de la costa mexicana. Té una mida de 16,5 per 11,5 km, amb una superfície de132 km². Administrativament pertany a l'estat mexicà de Colima, tal com les altres illes de l'arxipèlag.

## Geografia
L'illa és irregularment ròmbica; pel nord acaba en forma de cap (cap Middleton) i pel sud en un angle format pel cap Rule i les badies de Braithwait i Binner's Cove, entre les quals hi ha una petita ancorada, que és el punt de més fàcil desembarcament. Aquest lloc va ser batejat amb el nom de badia Vargas Lozano pels expedicionaris de la Universitat de Guadalajara, en honor del comandant de la fragata Papaloapan, a bord de la qual van fer el viatge l'any 1954.
L'illa s'eleva abruptament del mar fins als 1.130 metres, al volcà Evermann. L'erupció més recent va ser el 1993. Altres erupcions recents han estat els anys 1848, 1896, 1905 i 1951. Des del seu cim pot distingir-se cap al nord, en un dia sense boira, l'illa Sant Benedicto (19º 19' de latitud nord i 110º 49' de longitud oest), a una distància de 32 milles nàutiques.

## Història
No existeix evidència de presència humana a Socorro fins al seu descobriment pels exploradors espanyols.
Hernando de Grijalva i la seva tripulació van descobrir una illa deshabitada el 21 de desembre de 1533 i la van anomenar "illa de Santo Tomé". L'any 1542, Ruy López de Villalobos, mentre explorava noves rutes en el pacífic, va redescobrir la "d'Innocents" i li va canviar el nom per "Anublada". L'any 1608, Martín Yañez de Armida, a càrrec d'una altra expedició, va visitar Santo Tomé i li va canviar el nom com a isla del Socorro.
A principis del segle xx, Barton Warren Evermann, director de l'Acadèmia de Ciències en San Francisco, Califòrnia, va promoure l'exploració científica de l'illa. Les col·leccions biològiques més completes van ser obtingudes durant aquesta època. El volcà a Socorro va ser batejat en honor seu.

## Població
L'abril del 1954 la Universitat de Guadalajara, amb el suport de l'Armada de Mèxic, va dur a terme una expedició encapçalada pel capità de corbeta Jorge Vargas Lozano, al comandament de la fragata Papaloapan, amb la missió de colonitzar l'illa Socorro, i s'hi va establir una estació naval.
Va ser el 19 de gener de 1957, quan les autoritats de la Secretaria de Marina van enviar el primer destacament naval que començaria amb la colonització, juntament amb material de construcció, una estació transmisora, equip meteorològic, antenes, pals, màquines per fabricar envans, vidres, pintura, eines per perforar pous, tancs d'emmagatzematge, material quirúrgic, entre altres articles necessaris per instal·lar-se a l'illa i establir una estació militar naval permanent, la qual es va denominar Sector Naval de Revillagigedo.
Actualment compta amb una capacitat per a 235 persones (marins), però la xifra es modifica depenent de la temporada, assentada en una vila, en les proximitats de la badia Vargas Lozano, a uns 800 m a l'est del cap Regla, el punt més meridional de l'illa. Hi ha una deu d'aigua dolça a 5 km al nord-oest de la vila, a Caleta Grayson.

## Infraestructura
L'illa compta amb instal·lacions pertanyents al Sector Naval d'Illa Socorro de la Secretaria de Marina de Mèxic.

### Serveis de Salut
Compta amb un Sanatori Naval.

### Comunicacions
Estació de Radio amb transmissors VHF i HF, heliport i l'Estació Aeronaval d'Illa Socorro de 1.240 m, a més a més d'una repetidora de TDT de la cadena mexicana Las Estrellas a través del canal 21 UHF.

### Serveis
Tallers de fusteria i obra de paleta, planta d'energia elèctrica i potabilitzadora d'aigua.

### Unitats Marines de la Naval
Compta amb una patrulla Interceptora i embarcacions ràpides amb motors fora de broda utilitzades per a la vigilància als volts de l'illa.

### Unitats Terrestres de la Naval
Vehicles tipus Jeep, Gamma Goat, Volteo, Estacas, Tracker i Pick Up.

## Valors naturals
Com succeeix amb moltes illes oceàniques, Socorro compta amb un elevat nombre d'endemismes, tant de fauna com de flora. La introducció de gats i d'ovelles a l'illa, però n'ha portat algunes al límit de l'extinció.